# کانن ئی‌اواس ۱۰۰۰دی
دوربین کانن ئی‌اواس ١٠۰۰دی (به انگلیسی: Canon EOS 1000D) که در ژاپن با نام (به انگلیسی: EOS Kiss F) و در آمریکا با نام (به انگلیسی: Rebel XS) شناخته می‌شود دوربین تک لنزی بازتابی (DSLR) شرکت کانن می‌باشد، که در تاریخ ١٠ ژانویه ٢٠٠٨ توسط این شرکت معرفی و در تاریخ اگوست ٢٠٠٨ وارد بازار شد.

## مشخصات کلی
- وزن بدنه: ٦٩٤ گرم (وزن بدنه)
- مشخصات حسگر و پرونده: حسگر (به انگلیسی: CMOS) با کیفیت ١٠٫١ مگاپیکسل - اندازه ١٤٫٨×٢٢٫٢ میلی‌متر
- سرعت شاتر: از ۱/۴۰۰۰ ثانیه تا ۳۰ ثانیه
- حساسیت سنسور: ۱۰۰ تا ۱۶۰۰
- صفحه نمایش: ٢٫۵ اینچ با رزولوشن ٢٣٠٠٠٠ پیکسل

## واژه‌نامه
1. ↑  Entry Level